# Astur
Genre
Astur est un genre d'oiseaux de la famille des Accipitridae.

## Liste des espèces
Selon la classification de référence du Congrès ornithologique international (14.2, 2024) il comporte neuf espèces :
- A. cooperii (Bonaparte, 1828) – Épervier de Cooper
- A. gundlachi (Lawrence, 1860) – Épervier de Cuba
- A. bicolor (Louis-Pierre Vieillot, 1817) – Épervier bicolore
- A. chilensis Philippi & Landbeck, 1864) – Épervier du Chili
- A. melanoleucus Andrew Smith, 1830 – Autour noir
- A. henstii (Schlegel, 1873) – Autour de Henst
- A. gentilis (Linné, 1758) – Autour des palombes
- A. atricapillus (Wilson, 1812) – Autour d'Amérique
- A. meyerianus (Sharpe, 1878) – Autour de Meyer